# الهام هریجانی
الهام هریجانی (متولد ۲۰ اردیبهشت ۱۳۵۹ در کرج) ورزشکار رشته تیراندازی تپانچه و عضو تیم ملی تیراندازی جمهوری اسلامی ایران می باشد.

## بازی‌های آسیایی
|        |              | ورزشکار       | رویداد                  | رده‌بندی | رده‌بندی | فینال     | فینال     | فینال     |
| امتیاز | رتبه         | ورزشکار       | رویداد                  | امتیاز  | مجموع   | رتبه      |           |           |
| ------ | ------------ | ------------- | ----------------------- | ------- | ------- | --------- | --------- | --------- |
| ۲۰۱۰   | گوانگ‌ژو، چین | الهام هریجانی | تپانچه بادی ۱۰ متر      | ۳۶۷     | ۳۸      | راه نیافت | راه نیافت | راه نیافت |
| ۲۰۱۰   | گوانگ‌ژو، چین | الهام هریجانی | تپانچه ۲۵ متر           | ۵۶۴     | ۲۹      | راه نیافت | راه نیافت | راه نیافت |
| ۲۰۱۰   | گوانگ‌ژو، چین | الهام هریجانی | تپانچه بادی ۱۰ متر تیمی | ۱٬۱۱۴   | ۱٬۱۱۴   | ۱٬۱۱۴     | ۱٬۱۱۴     | ۱۰        |
| ۲۰۱۰   | گوانگ‌ژو، چین | الهام هریجانی | تپانچه ۲۵ متر تیمی      | ۱٬۷۰۸   | ۱٬۷۰۸   | ۱٬۷۰۸     | ۱٬۷۰۸     | ۹         |

|        |                    | ورزشکار       | رویداد                  | رده‌بندی | رده‌بندی | نیمه‌نهایی | نیمه‌نهایی | فینال     | فینال     |
| امتیاز | رتبه               | ورزشکار       | رویداد                  | امتیاز  | رتبه    | امتیاز    | رتبه      |           |           |
| ------ | ------------------ | ------------- | ----------------------- | ------- | ------- | --------- | --------- | --------- | --------- |
| ۲۰۱۴   | اینچئون، کره جنوبی | الهام هریجانی | تپانچه بادی ۱۰ متر      | ۳۷۲     | ۲۹      | راه نیافت | راه نیافت | راه نیافت | راه نیافت |
| ۲۰۱۴   | اینچئون، کره جنوبی | الهام هریجانی | تپانچه ۲۵ متر           | ۵۴۶     | ۳۴      | راه نیافت | راه نیافت | راه نیافت | راه نیافت |
| ۲۰۱۴   | اینچئون، کره جنوبی | الهام هریجانی | تپانچه بادی ۱۰ متر تیمی | ۱٬۱۱۶   | ۱٬۱۱۶   | ۱٬۱۱۶     | ۹         |           |           |
| ۲۰۱۴   | اینچئون، کره جنوبی | الهام هریجانی | تپانچه ۲۵ متر تیمی      | ۱٬۶۵۱   | ۱٬۶۵۱   | ۱٬۶۵۱     | ۱۰        |           |           |

## افتخارات
- مدال طلا تپانچه بادی ۱۰ متر تیمی در مسابقات جام جهانی تیراندازی ۲۰۲۲ در ریو دو ژانیرو[۲]